# Mistrovství světa v rádiovém orientačním běhu 2023
Mistrovství světa v rádiovém orientačním běhu 2023 bylo v pořadí 21. Mistrovství světa v rádiovém orientačním běhu pořádané Asociací rádiového orientačního běhu pod záštitou mezinárodní federace radioamatérů IARU. Konalo se od 27. srpna do 1. září 2023 v Liberci, centrem soutěže byly vysokoškolské koleje Harcov.
Mistrovství se účastnilo celkem 330 závodníků z 28 zemí světa, včetně Česka, Slovenska, Ukrajiny, Spojených států, Číny a Austrálie. Stejně jako na ostatních mistrovstvích, i zde se účastnily všechny dospělé závodní kategorie najednou (junioři, elita, veteráni), což je rozdíl oproti ostatním podobným sportům (např. u orientačního běhu), kdy bývají jednotlivá mistrovství oddělena.

## Závody a prostory
Závody byly situovány do typického terénu Jizerskohorských hor – těžké a členité horské lesy s velkým množstvím kamenů, bažinek a porostů. Tyto podmínky kladou zvýšené podmínky nejen na závodníky, ale i na stavitele – navrhnout tratě adekvátní Mistrovství světa a zároveň odpovídající směrným časům není jednoduchá úloha.
Dle mezinárodních pravidel může každá země do jednoho závodu do jedné kategorie nominovat maximálně 3 závodníky, aby nedocházelo k dominanci zemí s velkým počtem závodníků.
Závody se dle pravidel běhají na 2 pásmech – 3,5 MHz a 144 MHz, kdy je pásmo 144 MHz používáno pouze pro jednu klasickou trať a pro zbytek disciplín je využíváno pásmo 3,5 MHz.
Klasické tratě jsou běženy na tzv. křížených pásmech – polovina závodních kategorií běží závod na jednom pásmu, druhá polovina na druhém pásmu. Druhý závod se poté pásma vymění. Tímto způsobem lze sloučit závody do menšího počtu dnů a ušetřit jak organizační síly, tak energii závodníků.
| Disciplína      | Mapa         | Datum     |
| --------------- | ------------ | --------- |
| Klasická trať 1 | Maliník      | 28.8.2023 |
| Sprint          | Skalní brána | 29.8.2023 |
| Klasická trať 2 | Břízky       | 31.8.2023 |
| Foxoring        | Bramberk     | 1.9.2023  |

## Česká nominace a výsledky
Za Česko bylo na Mistrovství nominován rekordní počet účastníků – celkem 53 závodníků ve 12 kategoriích. Reprezentanti navázali na minulé Mistrovství světa v Bulharsku 2022, kdy česká výprava dohromady vybojovala 71 medailí z jednotlivců i družstev v 11 věkových kategoriích. Základ kádru tvořili zkušení závodníci zejména v elitě mužů a žen, jako byl například mistr světa ze sprintu 2022 Jakub Šrom , či dlouhodobá reprezentantka a mistryně světa z klasické trati 3,5 MHz 2022 Hana Fučíková .
| Kategorie | Nominování                                                                        |
| --------- | --------------------------------------------------------------------------------- |
| D19       | Markéta Tollarová, Johana Klecová, Lenka Marešová, Věra Staňková, Jana Čivišová   |
| D20       | Lucie Matulová, Natalia Hiklová, Alžběta Hladíková, Iveta Šístková, Hana Fučíková |
| D35       | Hana Fučíková, Iva Voráčková, Lenka Voráčková, Zuzana Kuriaková, Blanka Adámková  |
| D45       | Jitka Šimáčková, Pavla Hažmuková, Barbora Tomášková, Blanka Adámková              |
| D55       | Renata Čadová, Leona Soukupová, Iveta Machová, Iva Marečková                      |
| D65       | Eliška Voráčková, Jana Omová, Ludmila Poláková, Alexandra Látalová                |
|           |                                                                                   |
| M19       | Albert Plevný, Martin Folwarczny, Jakub Klec, Jakub Unčovský                      |
| M20       | Ondřej Šimáček, Jakub Šrom, Karel Fučík, Jakub Oma, Tomáš Hikl, Libor Černocký    |
| M40       | Jakub Oma, Tomáš Hikl, Karel Fučík, Michal Voráček                                |
| M50       | Antonín Šindelka, Vladimír Glasnák, Petr Hrouda, Jaroslav Zach, Zbyněk Žáček      |
| M60       | Jiří Mareček, Josef Milota, Tomáš Hamouz                                          |
| M70       | Jaroslav Jirásek, Mojmír Sukeník, Antonín Blomann, Oldřich Přimda                 |

## Výsledky[7]
| Země               | Zlatá medaile | Stříbrná medaile | Bronzová medaile | Celkem |
| ------------------ | ------------- | ---------------- | ---------------- | ------ |
| Česko              | 20            | 29               | 22               | 71     |
| Ukrajina           | 5             | 5                | 10               | 20     |
| Polsko             | 6             | 0                | 1                | 7      |
| Německo            | 3             | 3                | 3                | 9      |
| Slovensko          | 7             | 5                | 1                | 13     |
| Bulharsko          | 3             | 0                | 2                | 5      |
| Finsko             | 0             | 1                | 0                | 1      |
| Švédsko            | 2             | 2                | 2                | 6      |
| Estonsko           | 0             | 0                | 1                | 1      |
| Kazachstán         | 0             | 0                | 1                | 1      |
| Spojené státy      | 0             | 1                | 0                | 1      |
| Maďarsko           | 2             | 0                | 2                | 4      |
| Litva              | 0             | 0                | 1                | 1      |
| Spojené království | 0             | 1                | 0                | 1      |
| Rumunsko           | 0             | 0                | 1                | 1      |

| Země               | Zlatá medaile | Stříbrná medaile | Bronzová medaile | Celkem |
| ------------------ | ------------- | ---------------- | ---------------- | ------ |
| Česko              | 14            | 8                | 2                | 24     |
| Ukrajina           | 7             | 5                | 4                | 16     |
| Polsko             | 0             | 1                | 3                | 4      |
| Německo            | 1             | 6                | 8                | 15     |
| Slovensko          | 1             | 0                | 1                | 2      |
| Bulharsko          | 0             | 0                | 2                | 2      |
| Švédsko            | 1             | 2                | 0                | 3      |
| Spojené státy      | 0             | 0                | 1                | 1      |
| Maďarsko           | 0             | 1                | 0                | 1      |
| Litva              | 0             | 0                | 2                | 2      |
| Korejská republika | 0             | 1                | 0                | 1      |

### Závody
| Kategorie | Tx | Pásmo  | Zlatá medaile           | Ztráta Čas | Stříbrná medaile    | Ztráta Čas | Bronzová medaile    | Ztráta Čas |
| --------- | -- | ------ | ----------------------- | ---------- | ------------------- | ---------- | ------------------- | ---------- |
| M19       | 5  | 3.5MHz | DVORNIKOV, Danylo       | +0:00      | PLEVNÝ, Albert      | +2:03      | KLEC, Jakub         | +4:33      |
| M19       | 5  | 3.5MHz | DVORNIKOV, Danylo       | 48:09      | PLEVNÝ, Albert      | 50:12      | KLEC, Jakub         | 52:32      |
| M21       | 6  | 3.5MHz | ISHCHUK, Vladyslav      | +0:00      | ŠIMÁČEK, Ondřej     | +1:08      | IVANKO, Oieksii     | +5:54      |
| M21       | 6  | 3.5MHz | ISHCHUK, Vladyslav      | 54:16      | ŠIMÁČEK, Ondřej     | 55:24      | IVANKO, Oieksii     | 60:10      |
| M40       | 5  | 3.5MHz | SHTANKO, Serhii         | +0:00      | FUČÍK, Karel        | +5:00      | HIKL, Tomáš         | +8:47      |
| M40       | 5  | 3.5MHz | SHTANKO, Serhii         | 48:16      | FUČÍK, Karel        | 53:16      | HIKL, Tomáš         | 57:03      |
| M50       | 6  | 144MHz | ŽÁČEK, Zbyněk           | +0:00      | KRÁL, Jozef         | +1:41      | MAGNUSSON, Per      | +2:59      |
| M50       | 6  | 144MHz | ŽÁČEK, Zbyněk           | 56:58      | KRÁL, Jozef         | 58:39      | MAGNUSSON, Per      | 59:57      |
| M60       | 5  | 144MHz | MAREČEK, Jiří           | +0:00      | IVANCHYKHIN, Mykola | +0:44      | TALVER, Andres      | +7:40      |
| M60       | 5  | 144MHz | MAREČEK, Jiří           | 52:30      | IVANCHYKHIN, Mykola | 53:14      | TALVER, Andres      | 61:10      |
| M70       | 4  | 144MHz | KIREV, Dimiter          | +0:00      | VELIKANOV, Mykola   | +7:24      | KOCHERGIN, Alexandr | +13:27     |
| M70       | 4  | 144MHz | KIREV, Dimiter          | 51:17      | VELIKANOV, Mykola   | 58:41      | KOCHERGIN, Alexandr | 64:44      |
| W19       | 5  | 3.5MHz | TOLLAROVÁ, Markéta      | +0:00      | KLECOVÁ, Johana     | +0:53      | BIELASH, Zhanna     | +2:39      |
| W19       | 5  | 3.5MHz | TOLLAROVÁ, Markéta      | 60:18      | KLECOVÁ, Johana     | 61:11      | BIELASH, Zhanna     | 62:57      |
| W21       | 5  | 3.5MHz | PARKHOMENKO, Oleksandra | +0:00      | MATULOVÁ, Lucie     | +3:41      | HIKLOVÁ, Natálie    | +4:24      |
| W21       | 5  | 3.5MHz | PARKHOMENKO, Oleksandra | 57:03      | MATULOVÁ, Lucie     | 60:50      | HIKLOVÁ, Natálie    | 61:27      |
| W35       | 5  | 3.5MHz | VORÁČKOVÁ, Lenka        | +0:00      | FUČÍKOVÁ, Hana      | +1:30      | VORÁČKOVÁ, Iva      | +7:45      |
| W35       | 5  | 3.5MHz | VORÁČKOVÁ, Lenka        | 53:32      | FUČÍKOVÁ, Hana      | 55:02      | VORÁČKOVÁ, Iva      | 61:17      |
| W45       | 5  | 144MHz | KULICKA, Agata          | +0:00      | ADÁMKOVÁ, Blanka    | +6:02      | WALTER, Anne        | +7:52      |
| W45       | 5  | 144MHz | KULICKA, Agata          | 48:55      | ADÁMKOVÁ, Blanka    | 54:57      | WALTER, Anne        | 66:47      |
| W55       | 4  | 144MHz | ČADOVÁ, Renata          | +0:00      | NAUMANEN, Paula     | +20:45     | MACHOVÁ, Iveta      | +20:59     |
| W55       | 4  | 144MHz | ČADOVÁ, Renata          | 68:31      | NAUMANEN, Paula     | 89:16      | MACHOVÁ, Iveta      | 89:30      |
| W65       | 4  | 144MHz | FEKIAČOVÁ, Mária        | +0:00      | VORÁČKOVÁ, Eliška   | +7:42      | POLÁKOVÁ, Ludmila   | +35:49     |
| W65       | 4  | 144MHz | FEKIAČOVÁ, Mária        | 73:50      | VORÁČKOVÁ, Eliška   | 81:32      | POLÁKOVÁ, Ludmila   | 109:39     |

| Kategorie | Tx | Pásmo  | Zlatá medaile               | Ztráta Čas | Stříbrná medaile       | Ztráta Čas | Bronzová medaile    | Ztráta Čas |
| --------- | -- | ------ | --------------------------- | ---------- | ---------------------- | ---------- | ------------------- | ---------- |
| M19       | 10 | 3.5MHz | DVORNIKOV, Danylo           | +0:00      | FOLWARCZNY, Martin     | +0:09      | PLEVNÝ, Albert      | +0:41      |
| M19       | 10 | 3.5MHz | DVORNIKOV, Danylo           | 18:52      | FOLWARCZNY, Martin     | 19:01      | PLEVNÝ, Albert      | 19:33      |
| M21       | 12 | 3.5MHz | ŠROM Jakub                  | +0:00      | ŠIMÁČEK, Ondřej        | +0:02      | FUČÍK, Karel        | +1:41      |
| M21       | 12 | 3.5MHz | ŠROM Jakub                  | 16:15      | ŠIMÁČEK, Ondřej        | 16:17      | FUČÍK, Karel        | 17:56      |
| M40       | 10 | 3.5MHz | HIKL, Tomáš SHTANKO, Serhii | +0:00      | -                      |            | OMA, Jakub          | +0:52      |
| M40       | 10 | 3.5MHz | HIKL, Tomáš SHTANKO, Serhii | 16:21      | -                      |            | OMA, Jakub          | 17:13      |
| M50       | 10 | 3.5MHz | MUCSI, MIhály               | +0:00      | ŠINDELKA, Antonín      | +0:22      | KOLODIAZHNYI, Vasyl | +2:59      |
| M50       | 10 | 3.5MHz | MUCSI, MIhály               | 22:11      | ŠINDELKA, Antonín      | 22:33      | KOLODIAZHNYI, Vasyl | 23:22      |
| M60       | 9  | 3.5MHz | ŠIMEČEK Jozef               | +0:00      | KOŠUT, Jan             | +1:33      | ZELENSKYI, Sergii   | +2:04      |
| M60       | 9  | 3.5MHz | ŠIMEČEK Jozef               | 18:00      | KOŠUT, Jan             | 19:33      | ZELENSKYI, Sergii   | 20:04      |
| M70       | 8  | 3.5MHz | KIREV, Dimiter              | +0:00      | FURSA, Oleg            | +1:03      | KOCHERGIN, Alexandr | +1:49      |
| M70       | 8  | 3.5MHz | KIREV, Dimiter              | 19:57      | FURSA, Oleg            | 21:00      | KOCHERGIN, Alexandr | 21:46      |
| W19       | 10 | 3.5MHz | TOLLAROVÁ, Markéta          | +0:00      | KLECOVÁ, Johana        | +0:11      | SOLONENKO, Alina    | +3:29      |
| W19       | 10 | 3.5MHz | TOLLAROVÁ, Markéta          | 19:04      | KLECOVÁ, Johana        | 19:15      | SOLONENKO, Alina    | 22:33      |
| W21       | 11 | 3.5MHz | ŠIMEČKOVÁ, Barbora          | +0:00      | HLADÍKOVÁ, Alžběta     | +1:28      | MIJA, Maria Artemis | +1:54      |
| W21       | 11 | 3.5MHz | ŠIMEČKOVÁ, Barbora          | 19:08      | HLADÍKOVÁ, Alžběta     | 20:36      | MIJA, Maria Artemis | 21:02      |
| W35       | 10 | 3.5MHz | KURIAKOVÁ, Zuzana           | +0:00      | VORÁČKOVÁ, Iva         | +0:48      | ADÁMKOVÁ, Blanka    | +1:01      |
| W35       | 10 | 3.5MHz | KURIAKOVÁ, Zuzana           | 22:11      | VORÁČKOVÁ, Iva         | 22:59      | ADÁMKOVÁ, Blanka    | 23:12      |
| W45       | 9  | 3.5MHz | HAŽMUKOVÁ, Pavla            | +0:00      | ŠIMÁČKOVÁ, Jitka       | +2:36      | KULICKA, Agata      | +2:45      |
| W45       | 9  | 3.5MHz | HAŽMUKOVÁ, Pavla            | 21:23      | ŠIMÁČKOVÁ, Jitka       | 23:59      | KULICKA, Agata      | 24:08      |
| W55       | 9  | 3.5MHz | ŠIMEČKOVÁ, Anna             | +0:00      | GÜTT-MÜHLBERG, Manuela | +3:11      | MAREČKOVÁ, Iva      | +4:47      |
| W55       | 9  | 3.5MHz | ŠIMEČKOVÁ, Anna             | 23:07      | GÜTT-MÜHLBERG, Manuela | 26:18      | MAREČKOVÁ, Iva      | 27:54      |
| W65       | 8  | 3.5MHz | VORÁČKOVÁ, Eliška           | +0:00      | FEKIAČOVÁ, Mária       | +1:33      | POLÁKOVÁ, Ludmila   | +2:16      |
| W65       | 8  | 3.5MHz | VORÁČKOVÁ, Eliška           | 33:25      | FEKIAČOVÁ, Mária       | 34:58      | POLÁKOVÁ, Ludmila   | 35:41      |

| Kategorie | Tx | Pásmo  | Zlatá medaile             | Ztráta Čas | Stříbrná medaile       | Ztráta Čas | Bronzová medaile    | Ztráta Čas |
| --------- | -- | ------ | ------------------------- | ---------- | ---------------------- | ---------- | ------------------- | ---------- |
| M19       | 5  | 144MHz | DVORNIKOV, Danylo         | +0:00      | LAHUTIN, Kyrylo        | +5:34      | PLEVNÝ, Albert      | +10:49     |
| M19       | 5  | 144MHz | DVORNIKOV, Danylo         | 43:52      | LAHUTIN, Kyrylo        | 49:26      | PLEVNÝ, Albert      | 54:41      |
| M21       | 6  | 144MHz | IVANKO, Oieksii           | +0:00      | ŠIMÁČEK, Ondřej        | +9:36      | ŠROM, Jakub         | +10:25     |
| M21       | 6  | 144MHz | IVANKO, Oieksii           | 49:00      | ŠIMÁČEK, Ondřej        | 58:36      | ŠROM, Jakub         | 59:25      |
| M40       | 5  | 144MHz | OMA, Jakub                | +0:00      | FUČÍK, Karel           | +10:29     | RUZGIS, Kestutis    | +16:38     |
| M40       | 5  | 144MHz | OMA, Jakub                | 44:15      | FUČÍK, Karel           | 54:34      | RUZGIS, Kestutis    | 60:53      |
| M50       | 6  | 3.5MHz | MAGNUSSON, Per            | +0:00      | MELIN, Hakan           | +1:30      | HROUDA, Petr        | +5:44      |
| M50       | 6  | 3.5MHz | MAGNUSSON, Per            | 39:10      | MELIN, Hakan           | 40:40      | HROUDA, Petr        | 44:54      |
| M60       | 5  | 3.5MHz | IVANCHYKHIN, Mykola       | +0:00      | ŠIMEČEK, Jozef         | +2:28      | ZELENSKYI, Sergii   | +5:44      |
| M60       | 5  | 3.5MHz | IVANCHYKHIN, Mykola       | 43:35      | ŠIMEČEK, Jozef         | 46:03      | ZELENSKYI, Sergii   | 46:51      |
| M70       | 4  | 3.5MHz | FURSA, Oleg               | +0:00      | SUKENÍK, Mojmír        | +0:52      | KOCHERGIN, Alexandr | +5:56      |
| M70       | 4  | 3.5MHz | FURSA, Oleg               | 51:32      | SUKENÍK, Mojmír        | 52:24      | KOCHERGIN, Alexandr | 57:28      |
| W19       | 5  | 144MHz | TOLLAROVÁ, Markéta        | +0:00      | JURČÍKOVÁ, Nina        | +5:26      | SOLONENKO, Alina    | +10:49     |
| W19       | 5  | 144MHz | TOLLAROVÁ, Markéta        | 65:24      | JURČÍKOVÁ, Nina        | 71:50      | SOLONENKO, Alina    | 76:13      |
| W21       | 5  | 144MHz | MATULOVÁ, Lucie           | +0:00      | BONDARCHUK, Anastasiia | +3:36      | HIKLOVÁ, Natálie    | +13:03     |
| W21       | 5  | 144MHz | MATULOVÁ, Lucie           | 49:10      | BONDARCHUK, Anastasiia | 52:46      | HIKLOVÁ, Natálie    | 62:13      |
| W35       | 5  | 144MHz | FUČÍKOVÁ, Hana            | +0:00      | KURIAKOVÁ, Zuzana      | +1:00      | VORÁČKOVÁ, Lenka    | +7:18      |
| W35       | 5  | 144MHz | FUČÍKOVÁ, Hana            | 68:58      | KURIAKOVÁ, Zuzana      | 69:58      | VORÁČKOVÁ, Lenka    | 76:16      |
| W45       | 5  | 3.5MHz | HAŽMUKOVÁ, Pavla          | +0:00      | ŠIMÁČKOVÁ, Jitka       | +0:24      | HILBERT, Anja       | +4:19      |
| W45       | 5  | 3.5MHz | HAŽMUKOVÁ, Pavla          | 53:08      | ŠIMÁČKOVÁ, Jitka       | 53:32      | HILBERT, Anja       | 57:27      |
| W55       | 5  | 3.5MHz | ŠIMEČKOVÁ, Anna           | +0:00      | SOUKUPOVÁ, Leona       | +0:07      | ZARNÓCZAY, Klára    | +2:05      |
| W55       | 5  | 3.5MHz | ŠIMEČKOVÁ, Anna           | 52:34      | SOUKUPOVÁ, Leona       | 52:41      | ZARNÓCZAY, Klára    | 54:39      |
| W65       | 4  | 3.5MHz | LÁSZLÓNÉ HORNYAI, Piroska | +0:00      | VORÁČKOVÁ, Eliška      | +10:16     | FEKIAČOVÁ, Mária    | +12:58     |
| W65       | 4  | 3.5MHz | LÁSZLÓNÉ HORNYAI, Piroska | 49:54      | VORÁČKOVÁ, Eliška      | 60:10      | FEKIAČOVÁ, Mária    | 62:52      |

| Kategorie | Tx | Pásmo  | Zlatá medaile          | Ztráta Čas | Stříbrná medaile        | Ztráta Čas | Bronzová medaile           | Ztráta Čas |
| --------- | -- | ------ | ---------------------- | ---------- | ----------------------- | ---------- | -------------------------- | ---------- |
| M19       | 9  | 3.5MHz | DVORNIKOV, Danylo      | +0:00      | FOLWARCZNY, Martin      | +2:20      | PLEVNÝ, Albert             | +4:18      |
| M19       | 9  | 3.5MHz | DVORNIKOV, Danylo      | 40:12      | FOLWARCZNY, Martin      | 42:32      | PLEVNÝ, Albert             | 44:20      |
| M21       | 11 | 3.5MHz | MARCHUK, Oieksandr     | +0:00      | ČERNOCKÝ, Libor         | +0:53      | IVANOV, Teodor             | +2:16      |
| M21       | 11 | 3.5MHz | MARCHUK, Oieksandr     | 42:12      | ČERNOCKÝ, Libor         | 43:05      | IVANOV, Teodor             | 45:28      |
| M40       | 9  | 3.5MHz | OMA, Jakub             | +0:00      | BRATCHUK, Serhii        | +1:43      | SHTANKO, Serhii            | +2:18      |
| M40       | 9  | 3.5MHz | OMA, Jakub             | 43:28      | BRATCHUK, Serhii        | 45:11      | SHTANKO, Serhii            | 45:46      |
| M50       | 8  | 3.5MHz | MAGNUSSON, Per         | +0:00      | MELIN, Hakan            | +2:22      | HROUDA, Petr               | +4:03      |
| M50       | 8  | 3.5MHz | MAGNUSSON, Per         | 42:11      | MELIN, Hakan            | 45:23      | HROUDA, Petr               | 46:14      |
| M60       | 8  | 3.5MHz | ŠIMEČEK, Jozef         | +0:00      | WILLIAMS, David         | +0:33      | ZELENSKYI, Sergii          | +0:46      |
| M60       | 8  | 3.5MHz | ŠIMEČEK, Jozef         | 46:42      | WILLIAMS, David         | 47:15      | ZELENSKYI, Sergii          | 47:28      |
| M70       | 7  | 3.5MHz | PŘINDA, Oldřich        | +0:00      | JIRÁSEK, Jaroslav       | +12:16     | LJUNGSTRÖM, Peter          | +12:44     |
| M70       | 7  | 3.5MHz | PŘINDA, Oldřich        | 47:32      | JIRÁSEK, Jaroslav       | 59:48      | LJUNGSTRÖM, Peter          | 61:16      |
| W19       | 8  | 3.5MHz | PEDEVA, Ivana          | +0:00      | STAŇKOVÁ, Věra          | +0:14      | MYROSHNYCHENKO, Yelyzaveta | +2:16      |
| W19       | 8  | 3.5MHz | PEDEVA, Ivana          | 46:57      | STAŇKOVÁ, Věra          | 47:11      | MYROSHNYCHENKO, Yelyzaveta | 49:13      |
| W21       | 8  | 3.5MHz | HIKLOVÁ, Natálie       | +0:00      | PARKHOMENKO, Oleksandra | +2:03      | DYAKSOVA, Andreya          | +3:05      |
| W21       | 8  | 3.5MHz | HIKLOVÁ, Natálie       | 39:51      | PARKHOMENKO, Oleksandra | 41:54      | DYAKSOVA, Andreya          | 42:56      |
| W35       | 8  | 3.5MHz | FUČÍKOVÁ, Hana         | +0:00      | VORÁČKOVÁ, Lenka        | +3:55      | VORÁČKOVÁ, Iva             | +5:33      |
| W35       | 8  | 3.5MHz | FUČÍKOVÁ, Hana         | 44:12      | VORÁČKOVÁ, Lenka        | 48:07      | VORÁČKOVÁ, Iva             | 49:45      |
| W45       | 8  | 3.5MHz | KULICKA, Agata         | +0:00      | ŠIMÁČKOVÁ, Jitka        | +5:42      | ADÁMKOVÁ, Blanka           | +5:47      |
| W45       | 8  | 3.5MHz | KULICKA, Agata         | 37:48      | ŠIMÁČKOVÁ, Jitka        | 43:30      | ADÁMKOVÁ, Blanka           | 43:35      |
| W55       | 8  | 3.5MHz | GÜTT-MÜHLBERG, Manuela | +0:00      | SOUKUPOVÁ, Leona        | +5:08      | ČADOVÁ, Renata             | +7:56      |
| W55       | 8  | 3.5MHz | GÜTT-MÜHLBERG, Manuela | 55:56      | SOUKUPOVÁ, Leona        | 61:03      | ČADOVÁ, Renata             | 63:52      |
| W65       | 6  | 3.5MHz | FEKIAČOVÁ, Mária       | +0:00      | BROMER, Ruth            | +9:56      | WANNER, Alexandra          | +15:08     |
| W65       | 6  | 3.5MHz | FEKIAČOVÁ, Mária       | 54:29      | BROMER, Ruth            | 64:25      | WANNER, Alexandra          | 69:37      |

## Zajímavosti
1. Danylo Dvornikov v kategorii M19 běhající za Polsko jako první z elitních kategorií (MD19 a MD20) vyhrál všechny čtyři individuální medaile na jednom mistrovství světa nebo Evropy[8][9][10][11]. Přitom v roce 2021 na MS v Bulharsku vůbec nestartoval a tedy nezískal jedinou medaili[6].
2. České závodnice v kategorii W35 dominovaly startovnímu poli a jako první v historii dokázaly ovládnout všechny čtyři disciplíny, ve kterých vždy vyhrály všechny tři individuální medaile. Nikomu se to doposud na jediném šampionátu nepodařilo. Na tomto MS padla ještě jedna bedna ze stejného státu a sice v kategorii M21 ve sprintu, kterou ovládli opět Češi[8][9][10][11].
3. Předtím Česko pořádalo mistrovství světa v roce 2004. V tomto roce se do kategorie mužů nominovali Karel Fučík, Jakub Oma a Tomáš Hikl. Karel Fučík tehdy zažil svoje nejlepší mistrovství, kdy se mu podařilo vyhrát tenkrát ještě obě disciplíny na klasických tratích. Letos se všichni o devatenáct let později zúčastnili mistrovství opět v mužské hlavní kategorii a doplnili tak duo Šimáček, Šrom. Karel Fučík dokonce i v 50 letech dokázal letos v mužích získat individuální bronz ze sprintu[9][12][13].
4. V elitních kategoriích se podařilo hned čtyřem závodníkům obhájit titul mistra světa z předchozího MS 2021. Dva z nich byli z České republiky. Markéta Tollarová  (W19), Oiekssi Ivanko  (M21), Jakub Šrom  (M21) a Oieksandr Marchuk  (M21)[5][6][8][9][10][11].